# Naservas
Naservas (azerbajdzjanska: Nəsirvaz) är en ort i Azerbajdzjan.   Den ligger i distriktet Nachitjevan, i den sydvästra delen av landet, 400 km väster om huvudstaden Baku. Naservas ligger 1 942 meter över havet och antalet invånare är 154.
Terrängen runt Naservas är bergig österut, men västerut är den kuperad. Runt Naservas är det ganska glesbefolkat, med 27 invånare per kvadratkilometer.. Närmaste större samhälle är Tivi, 5,4 km sydväst om Naservas. 
Trakten runt Naservas består i huvudsak av gräsmarker.